# Tiro esportivo nos Jogos Pan-Americanos de 2023 - Carabina de ar misto por equipes
A competição da carabina de ar misto por equipes do tiro esportivo nos Jogos Pan-Americanos de 2023 foi disputada em 23 de outubro de 2023 no Polígono de Tiro, em Pudahuel. Um total de 38 atiradores de 10 Comitês Olímpicos Nacionais (CON) participaram do evento.

## Calendário
Horário local (UTC−3).
| Data          | Hora  | Fase                |
| ------------- | ----- | ------------------- |
| 23 de outubro | 9:00  | Qualificatória      |
| 23 de outubro | 10:00 | Disputa pelo bronze |
| 23 de outubro | 10:30 | Final               |

## Medalhistas
| Ouro   | USA Mary Tucker e Rylan Kissell     |
| Prata  | MEX Goretti Zumaya e Edson Ramírez  |
| Bronze | USA Sagen Maddalena e Gavin Barnick |

## Resultados

### Qualificatória
O primeiro e o segundo colocados avançam para a disputa pela medalha de ouro, enquanto o terceiro e quarto colocados avançam para a disputa pela medalha de bronze.
| Pos. | Atiradores                           | CON                                 | 1     | 2     | 3     | Total | Notas |
| ---- | ------------------------------------ | ----------------------------------- | ----- | ----- | ----- | ----- | ----- |
| 1    | Mary Tucker Rylan Kissell            | USA Estados Unidos                  | 210.7 | 210.2 | 209.2 | 630.1 | QO    |
| 2    | Goretti Zumaya Edson Ramírez         | MEX México                          | 210.0 | 208.9 | 209.5 | 628.4 | QO    |
| 3    | Luisa Márquez Carlos Quezada         | MEX México                          | 206.8 | 207.5 | 208.3 | 622.6 | QB    |
| 4    | Sagen Maddalena Gavin Barnick        | USA Estados Unidos                  | 207.9 | 206.1 | 207.8 | 621.8 | QB    |
| 5    | Lola Sánchez Marcelo Gutiérrez       | ARG Argentina                       | 206.9 | 204.9 | 207.7 | 619.5 |       |
| 6    | Fernanda Russo Alexis Eberhardt      | ARG Argentina                       | 205.3 | 207.7 | 206.0 | 619.0 |       |
| 7    | Jasmine Matta Douglas Oliva          | EAI Equipe de Atletas Independentes | 208.6 | 206.4 | 203.9 | 618.9 |       |
| 8    | Alexia Arenas Diego Morín            | PER Peru                            | 207.8 | 206.5 | 203.8 | 618.1 |       |
| 9    | Polymaría Velásquez Allan Márquez    | EAI Equipe de Atletas Independentes | 205.7 | 204.6 | 206.6 | 619.9 |       |
| 10   | Sara Vizcarra Cristian Morales       | PER Peru                            | 205.1 | 205.8 | 205.9 | 616.8 |       |
| 11   | Yarimar Mercado Gustavo Enríquez     | PUR Porto Rico                      | 202.2 | 205.8 | 208.1 | 616.1 |       |
| 12   | Aleandra Robinson Eyvin López        | PUR Porto Rico                      | 202.6 | 206.3 | 206.3 | 615.2 |       |
| 13   | Johanna Pineda Israel Gutiérrez      | ESA El Salvador                     | 202.9 | 203.4 | 207.0 | 613.3 |       |
| 14   | Ana Ramírez Diego Santamaría         | ESA El Salvador                     | 203.8 | 203.5 | 205.4 | 612.7 |       |
| 15   | Adianez Martínez Rainier Quintanilla | CUB Cuba                            | 206.3 | 203.9 | 202.3 | 612.5 |       |
| 16   | Allison Aguilera Daniel Vidal        | CHI Chile                           | 203.1 | 203.7 | 205.0 | 611.8 |       |
| 17   | Lisbet Hernández Alexander Molerio   | CUB Cuba                            | 201.8 | 204.7 | 205.2 | 611.7 |       |
| 18   | Gladys Aguilera Daniel Vidal         | CHI Chile                           | 202.4 | 200.4 | 205.3 | 608.1 |       |
| 19   | Ana Cruz Milton Machado              | ECU Equador                         | 199.6 | 200.5 | 205.8 | 605.9 |       |

### Finais

#### Disputa pelo bronze
| Pos.              | Atiradores                    | CON                | Total | Notas |
| ----------------- | ----------------------------- | ------------------ | ----- | ----- |
| Medalha de bronze | Sagen Maddalena Gavin Barnick | USA Estados Unidos | 16    |       |
| 4                 | Luisa Márquez Carlos Quezada  | MEX México         | 6     |       |

#### Disputa pelo ouro
| Pos.             | Atiradores                   | CON                | Total | Notas |
| ---------------- | ---------------------------- | ------------------ | ----- | ----- |
| Medalha de ouro  | Mary Tucker Rylan Kissell    | USA Estados Unidos | 16    |       |
| Medalha de prata | Goretti Zumaya Edson Ramírez | MEX México         | 10    |       |